# Kompas Sztuki
Kompas Sztuki – ranking polskich artystów współczesnych (żyjących i zmarłych) oraz grup artystycznych ogłaszany raz w roku. Lista nazwisk układana jest według punktacji przyznawanej przez kilkadziesiąt polskich galerii sztuki (publicznych i prywatnych).
Inicjatorami powstania Kompasu Sztuki są Kama Zboralska i Piotr Cegłowski, którzy publikują ranking w dzienniku „Rzeczpospolita”. Pierwsza lista nazwisk i grup powstała w 2007 roku. Kompas Sztuki objęty jest patronatem honorowym Ministerstwa Kultury i Dziedzictwa Narodowego.
Każda galeria (w 2008 roku było ich ponad 80) ma wskazać dziesięciu najważniejszych artystów i grup artystycznych, bez względu na uprawianą dyscyplinę. Pierwszy wskazany otrzymuje 10 punktów, każdy następny o jeden punkt mniej. Po ich zsumowaniu powstaje ranking.
Idea Kompasu nawiązuje do zagranicznych zestawień artystów, np. do Kunstkompassu (niemieckiego rankingu publikowanego od lat 70. XX wieku). Obok Kompasu Sztuki powstał także ranking dla debiutujących artystów – Kompas Młodej Sztuki (listy pojawiły się dotychczas trzykrotnie: w 2008, 2010 i 2012 roku).

## Rankingi
- 2007[4]

1. miejsce – Tadeusz Kantor (253 punkty)
2. miejsce – Jerzy Nowosielski (217 punktów)
3. miejsce – Magdalena Abakanowicz (162 punkty)
- 2008[5]

1. miejsce – Tadeusz Kantor (172 punkty)
2. miejsce – Magdalena Abakanowicz (155 punktów)
3. miejsce – Andrzej Wróblewski (143 punkty)
- 2009[6]

1. miejsce – Mirosław Bałka (165 punktów)
2. miejsce – Tadeusz Kantor (161 punków)
3. miejsce – Jerzy Nowosielski (125 punktów)
- 2010[7]

1. miejsce – Mirosław Bałka (179 punktów)
2. miejsce – Jerzy Nowosielski (165 punktów)
3. miejsce – Tadeusz Kantor (132 punkty)
- 2011[8]

1. miejsce – Mirosław Bałka (260 punktów)
2. miejsce – Jerzy Nowosielski (154 punkty)
3. miejsce – Roman Opałka (146 punktów)
- 2012[9]

1. miejsce – Tadeusz Kantor (215 punktów)
2. miejsce – Mirosław Bałka (170 punktów)
3. miejsce – Alina Szapocznikow (169 punktów)
- 2013[10]

1. miejsce – Alina Szapocznikow (208 punktów)
2. miejsce – Mirosław Bałka (187 punktów)
3. miejsce – Tadeusz Kantor (155 punktów)
- 2014[11]

1. miejsce – Alina Szapocznikow (196 punktów)
2. miejsce – Mirosław Bałka (163 punkty)
3. miejsce – Andrzej Wróblewski (163 punkty)
...
- 2017[12]

1. miejsce – Magdalena Abakanowicz (171 punktów)
2. miejsce – Alina Szapocznikow (154 punkty)
3. miejsce – Wojciech Fangor (147 punktów)
...
- 2020[13]

1. miejsce – Magdalena Abakanowicz (188 punktów)
2. miejsce – Alina Szapocznikow (180 punktów)
3. miejsce – Andrzej Wróblewski (141 punktów)